# Provinz San Luis
San Luis ist eine Provinz im westlichen Zentrum Argentiniens.

## Physische Geografie
Die Provinz grenzt an folgende Nachbarprovinzen: im Norden an La Rioja, im Osten an Córdoba, im Süden an La Pampa und im Westen an Mendoza und San Juan. 
Die gesamte Nordhälfte der Provinz wird von Mittelgebirgen durchzogen, die größten sind die Sierra de San Luis und die Sierra de los Comechingones, die die Grenze zur Nachbarprovinz Córdoba bildet. Die Südhälfte der Provinz ist fast durchgängig flach, dort dominiert die Landschaft des Monte.
Die größten Flüsse sind der Río Quinto, der in der Sierra de San Luis entspringt und durch den zentralen Ostteil der Provinz in Richtung Córdoba abfließt, und der Río Salado del Oeste (auch Río Desaguadero), der die Westgrenze zu Mendoza und San Juan markiert. Beide sind nicht schiffbar.
Das Klima ist trocken und gemäßigt; Regen fällt selten (jährlich 560 mm).

## Bevölkerung
Der weitaus größte Teil der Bevölkerung wohnt an der wichtigen Ost-West-Verbindung der Nationalstraße Ruta Nacional 7, an der die beiden größten Städte, San Luis (170.000 Einwohner) und Villa Mercedes (110.000 Einwohner), liegen, die zusammen zwei Drittel der Provinzbevölkerung ausmachen. Beinahe der gesamte verbleibende Bevölkerungsteil wohnt in den Sierras de San Luis, während der Südteil fast unbewohnt ist.
Wie in vielen Provinzen Argentiniens sind die meisten Bewohner Nachkommen von Spaniern und Italienern. Es gibt aber auch einen großen Anteil an Mestizen. Die Binnenwanderung infolge der raschen Industrialisierung der Provinz hat nach 1982 zu einem hohen Bevölkerungswachstum geführt. 

## Politik
Die Familie Saá (später Rodríguez Saá) spielt in der Politik der Provinz bereits seit 1860 eine tragende Rolle und dominiert heute den Provinzverband der peronistischen Partei (Partido Justicialista), der sich als Gegenströmung zu dem von Cristina Kirchner dominierten Frente para la Victoria sieht. Ab 1983 regierten zwei Brüder der Familie die Provinz: Adolfo Rodríguez Saá (Gouverneur von 1983 bis 2001 und Abgeordneter im nationalen Parlament von 2003 bis 2023), der 2001 für nur sieben Tage nach dem Rücktritt Fernando de la Rúas Präsident Argentiniens wurde, übergab 2002 das Mandat an Alberto Rodríguez Saá (Gouverneur von 2003 bis 2011 sowie von 2015 bis 2023 und Senator von 1983 bis 1994 und 2000 bis 2001).
Gegner der Saá-Familie werfen ihr Korruption und Vetternwirtschaft vor. Adolfo Rodríguez Saá wird das Zitat „Para gobernar una provincia durante más de 40 años, hay que hacerlo con la familia y los amigos“ zugeschrieben, das übersetzt „Um eine Provinz 40 Jahre lang zu regieren, muss man es mit der Familie und den Freunden tun“ bedeutet. Im Jahr 2003 wurde nach Protesten der Bevölkerung nach einem umstrittenen Wahlsieg der Opposition in der Hauptstadt San Luis ein zur Saá-Familie loyaler Gegenbürgermeister ausgerufen. Diese irreguläre Situation, die einen Rechtsstreit vor dem Obersten Gerichtshof zur Folge hatte, beendete sich erst 2007 endgültig, als eine Saá-treue Kandidatin die Bürgermeisterwahlen gewann.

## Verwaltungsgliederung

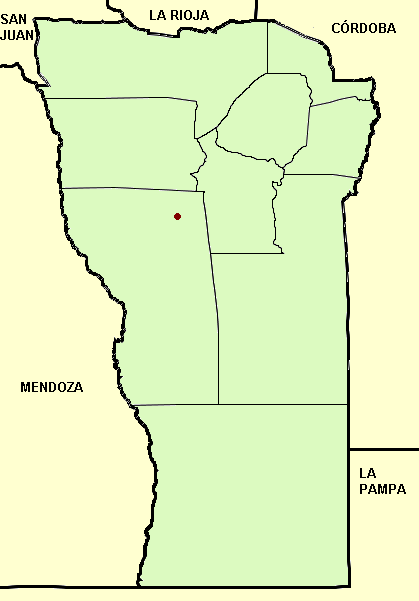
Verwaltungsgliederung der Provinz San Luis

Die Provinz San Luis ist in neun Departamentos aufgeteilt. Diese sind in Gemeinden (municipios) untergliedert, deren jeweilige Grenzen oftmals nicht an die Grenzen der Nachbargemeinde stoßen, da das Gemeindeterritorium lediglich die besiedelten Zentren umfasst. Daher gibt es Territorien, die keiner Gemeindeverwaltung unterstehen (System des nicht angrenzenden Gemeindeterritoriums). 
Die Provinzverfassung erkennt die Unabhängigkeit der Gemeinden an. 
Die Departamentos der Provinz San Luis und ihre Hauptstädte sind: 
| Departamento                  | Hauptstadt                     | Fläche in km² | Einwohner |
| Ayacucho                      | San Francisco del Monte de Oro | 09.681        | 023.913   |
| Belgrano                      | Villa General Roca             | 06.626        | 05.583    |
| Chacabuco                     | Concarán                       | 02.651        | 026.557   |
| Coronel Pringles              | La Toma                        | 04.484        | 016.049   |
| General Pedernera             | Villa Mercedes                 | 15.057        | 148.875   |
| Gobernador Dupuy              | Buena Esperanza                | 19.632        | 014.343   |
| Juan Martín de Pueyrredón     | San Luis                       | 13.120        | 261.697   |
| Junín                         | Santa Rosa de Conlara          | 02.476        | 040.361   |
| Libertador General San Martín | San Martín                     | 03.021        | 04.691    |

## Wirtschaft
Die Provinz war bis zu den 1980er Jahren von der Landwirtschaft geprägt und eine der ärmsten Gebiete des Landes. Infolge des Régimen de Promoción Industrial, das ab 1979 die strukturschwachen Provinzen San Luis, La Rioja, San Juan und Catamarca zur Sonderwirtschaftszone deklarierte und von einigen Bundessteuern ausnahm, siedelte sich rasch Industrie in San Luis und Villa Mercedes an. Infolgedessen stieg der Lebensstandard in der Provinz an. Heute ist San Luis eine vergleichsweise reiche Provinz. Die Regelung, die San Luis zur Sonderwirtschaftszone deklarierte, lief Ende 2012 aus.

## Tourismus
Die Provinz ist bekannt für ihre noch sehr ursprünglichen, da dünn besiedelten Berglandschaften. Das Haupt-Touristenzentrum ist die Kleinstadt Merlo mit 10.000 Einwohnern im Nordosten der Provinz, das an den Hängen der Sierras de los Comechingones liegt und für sein besonders sauerstoffreiches Mikroklima bekannt ist. Weitere Touristenzentren sind der Stausee Potrero de los Funes bei San Luis sowie das Bergdorf El Trapiche mitten in der Sierra de San Luis. 